# 극단 분리 공간
일반위상수학에서 극단 분리 공간(極端分離空間, 영어: extremally disconnected space)은 임의의 열린집합의 폐포가 열린집합인 위상 공간이다. 특정 분리공리를 가정하였을 때, 완전 분리 공간이나 각종 ‘0차원’ 조건들보다 더 강한 비연결성을 정의한다. 콤팩트 하우스도르프 공간의 경우, 범주론적으로 사영 대상으로 묘사할 수 있으며, 스톤 공간으로서 대응하는 불 대수는 정확히 완비 불 대수이다.

## 정의
위상 공간 {\displaystyle X}에 대하여, 다음 조건들이 서로 동치이며, 이를 만족시키는 위상 공간을 극단 분리 공간이라고 한다.:106–107, Exercise 15G, 1
- ㈀ 임의의 열린집합 {\displaystyle U\subseteq X}에 대하여, {\displaystyle \operatorname {cl} U}는 열린집합이다.
- ㈁ 임의의 서로소 열린집합 {\displaystyle U,V\subseteq X}에 대하여, {\displaystyle \operatorname {cl} U\cap \operatorname {cl} V=\varnothing }
- ㈂ 임의의 서로소 열린집합 {\displaystyle U,V\subseteq X}에 대하여, {\displaystyle U\subseteq f^{-1}(0)}, {\displaystyle V\subseteq f^{-1}(1)}인 연속 함수 {\displaystyle f\colon X\to [0,1]}이 존재한다.
- ㈃ 임의의 열린집합 {\displaystyle U\subseteq X} 및 연속 함수 {\displaystyle f\colon U\to [0,1]}에 대하여, {\displaystyle {\tilde {f}}|_{U}=f}인 연속 함수 {\displaystyle {\tilde {f}}\colon X\to [0,1]}이 존재한다.

증명:
㈀ ⇒ ㈁. {\displaystyle U,V\subseteq X}가 열린집합이며, {\displaystyle U\cap V=\varnothing }이라고 하자. {\displaystyle U}가 열린집합이므로, {\displaystyle U\cap \operatorname {cl} V=\varnothing }이다. 마찬가지로, {\displaystyle \operatorname {cl} V}가 열린집합이므로, {\displaystyle \operatorname {cl} U\cap \operatorname {cl} V=\varnothing }이다.
㈁ ⇒ ㈀. 임의의 열린집합 {\displaystyle U\subseteq X}가 주어졌다고 하자. {\displaystyle U}와 {\displaystyle X\setminus \operatorname {cl} U}는 서로소 열린집합이므로,
{\displaystyle \varnothing =\operatorname {cl} U\cap \operatorname {cl} (X\setminus \operatorname {cl} U)=\operatorname {cl} U\cap X\setminus \operatorname {int} (X\setminus \operatorname {cl} U)}
이다. 즉, {\displaystyle \operatorname {cl} U}는 열린집합이다.
㈀㈁ ⇒ ㈂. 서로소 열린집합 {\displaystyle U,V\subseteq X}가 주어졌을 때, {\displaystyle \operatorname {cl} U}, {\displaystyle \operatorname {cl} V}, {\displaystyle X\setminus (\operatorname {cl} U\cap \operatorname {cl} V)}는 서로소 열린닫힌집합이다. 따라서, 함수
{\displaystyle f\colon X\to [0,1]}
{\displaystyle f|_{\operatorname {cl} U}=0}
{\displaystyle f|_{\operatorname {cl} V}=1}
{\displaystyle f|_{X\setminus (\operatorname {cl} U\cap \operatorname {cl} V)}=1/2}
은 연속 함수이다.
㈂ ⇒ ㈁. 서로소 열린집합 {\displaystyle U,V\subseteq X}가 주어졌다고 하자. 조건 ㈂에 따라, {\displaystyle U\subseteq f^{-1}(0)}, {\displaystyle V\subseteq f^{-1}(1)}인 연속 함수 {\displaystyle f\colon X\to [0,1]}를 고르자. 그렇다면,
{\displaystyle \operatorname {cl} U\cap \operatorname {cl} V\subseteq \operatorname {cl} f^{-1}(0)\cap \operatorname {cl} f^{-1}(1)=f^{-1}(0)\cap f^{-1}(1)=\varnothing }
이다.
㈀㈁㈂ ⇒ ㈃. 티체 확장 정리의 증명과 같은 방법을 사용하여 다음을 보일 수 있다. 임의의 위상 공간 {\displaystyle X} 및 부분 집합 {\displaystyle U\subseteq X}에 대하여, 다음 두 조건이 서로 동치이다.
- 임의의 연속 함수 {\displaystyle f\colon U\to [0,1]}에 대하여, {\displaystyle {\tilde {f}}|_{U}=f}인 연속 함수 {\displaystyle {\tilde {f}}\colon X\to [0,1]}가 존재한다.
- 임의의 연속 함수 {\displaystyle f\colon U\to [0,1]}에 대하여, {\displaystyle f^{-1}(0)\subseteq {\tilde {f}}^{-1}(1)}, {\displaystyle f^{-1}(1)\subseteq {\tilde {f}}^{-1}(1)}인 연속 함수 {\displaystyle {\tilde {f}}\colon X\to [0,1]}가 존재한다.

따라서, 임의의 열린집합 {\displaystyle U\subseteq X}가 두 번째 조건을 만족시킴을 보이는 것으로 족하다. 연속 함수 {\displaystyle f\colon U\to [0,1]}가 주어졌다고 하자. {\displaystyle U}가 열린집합이므로,
{\displaystyle V=f^{-1}([0,1/3))}
{\displaystyle W=f^{-1}((2/3,1])}
은 {\displaystyle X}의 서로소 열린집합이다. 조건 ㈂에 따라,
{\displaystyle V\subseteq {\tilde {f}}^{-1}(0)}
{\displaystyle W\subseteq {\tilde {f}}^{-1}(1)}
인 연속 함수 {\displaystyle {\tilde {f}}\colon X\to [0,1]}이 존재한다. 따라서
{\displaystyle f^{-1}(0)\subseteq V\subseteq {\tilde {f}}^{-1}(0)}
{\displaystyle f^{-1}(1)\subseteq W\subseteq {\tilde {f}}^{-1}(1)}
이다.
㈃ ⇒ ㈁. 서로소 열린집합 {\displaystyle U,V\subseteq X}가 주어졌다고 하자. 조건 ㈃에 따라, {\displaystyle U\subseteq f^{-1}(0)}, {\displaystyle V\subseteq f^{-1}(1)}인 연속 함수 {\displaystyle f\colon X\to [0,1]}가 존재한다. 따라서,
{\displaystyle \operatorname {cl} U\cap \operatorname {cl} V\subseteq \operatorname {cl} f^{-1}(0)\cap \operatorname {cl} f^{-1}(1)=f^{-1}(0)\cap f^{-1}(1)=\varnothing }
이다.

## 성질

### 함의 관계
모든 이산 공간은 극단 분리 공간이다. 모든 극단 분리 하우스도르프 공간은 완전 분리 공간이다. 극단 분리 하우스도르프 공간에서, 수렴 점렬은 결국 상수 점렬밖에 없다. 따라서, 제1 가산 공간인 극단 분리 하우스도르프 공간은 이산 공간밖에 없다. 모든 극단 분리 정칙 공간은 완비 정칙 공간이다. 임의의 극단 분리 정규 하우스도르프 공간 {\displaystyle X}에 대하여,
{\displaystyle \dim X=0}
이다 ({\displaystyle \dim }은 르베그 덮개 차원).:328, Theorem 6.2.25 이는 {\displaystyle \operatorname {ind} X=0}이나 완전 분리 공간보다 강한 조건이다.
증명:
이산 공간의 부분 집합은 스스로의 폐포이므로, 모든 이산 공간은 자명하게 극단 분리 공간이다.
{\displaystyle X}가 극단 분리 공간이자 하우스도르프 공간이며, {\displaystyle S\subseteq X}가 두 점 이상을 포함하는 부분 집합이며, {\displaystyle x,y\in S}가 서로 다른 두 점이라고 하자. 하우스도르프 조건에 따라, {\displaystyle y\not \in \operatorname {cl} U}인 열린 근방 {\displaystyle U\ni x}가 존재한다. {\displaystyle X}가 극단 분리 공간이므로, {\displaystyle \operatorname {cl} U}는 열린닫힌집합이다. 따라서 {\displaystyle S}는 연결 집합이 아니며, {\displaystyle X}는 완전 분리 공간이다.
이제, 극단 분리 하우스도르프 공간 {\displaystyle X}에서, 점렬 {\displaystyle (x_{n})_{n=0}^{\infty }}이 점 {\displaystyle x\in X}로 수렴하지만, 결국 상수 점렬이 아니라고 가정하자. 그렇다면,
{\displaystyle x\not \in \operatorname {cl} U_{k}\qquad (k=0,1,\ldots )}
가 되는 부분 점렬 {\displaystyle (x_{n_{k}})_{k=0}^{\infty }} 및 서로소 열린 근방
{\displaystyle U_{k}\ni x_{n_{k}}\qquad (k=0,1,\ldots )}
들을 재귀적으로 정의할 수 있다. 부분 점렬 {\displaystyle (x_{n_{0}},\ldots ,x_{n_{k-1}})} 및 서로소 열린 근방 {\displaystyle U_{i}\ni x_{n_{i}}} ({\displaystyle i=0,\ldots ,k-1})이 존재하며, {\displaystyle x\not \in \operatorname {cl} U_{i}} ({\displaystyle i=0,\ldots ,k-1})라고 하자. 그렇다면 {\displaystyle x_{n_{k}}\in X\setminus (\operatorname {cl} U_{0}\cup \cdots \operatorname {cl} U_{k-1})}, {\displaystyle x_{n_{k}}\neq x}인 {\displaystyle n_{k}>n_{k-1}}가 존재한다. 하우스도르프 조건에 따라, {\displaystyle x\not \in \operatorname {cl} V}인 열린 근방 {\displaystyle V\ni x_{n_{k}}}이 존재한다. 이제 {\displaystyle U_{k}=V\setminus (\operatorname {cl} U_{0}\cup \cdots \operatorname {cl} U_{k-1})}로 잡는다. 이제,
{\displaystyle U=\bigcup _{i=0}^{\infty }U_{2i}}
라고 하자. {\displaystyle X}가 극단 분리 공간이므로 {\displaystyle \operatorname {cl} U}는 열린집합이며, {\displaystyle x}가 {\displaystyle (x_{n_{2i}})_{i=0}^{\infty }}의 극한이므로 {\displaystyle x\in \operatorname {cl} U}이다. 따라서, 충분히 큰 {\displaystyle n}에 대하여 {\displaystyle x_{n}\in \operatorname {cl} U}이다. 특히 {\displaystyle x_{n_{k}}\in \operatorname {cl} U}인 홀수 {\displaystyle k}가 존재한다. 그러나 {\displaystyle x_{n_{k}}\in U_{k}}이며 {\displaystyle U_{k}\cap U=\varnothing }이므로 {\displaystyle x_{n_{k}}\in \operatorname {cl} U}일 수 없다. 이는 모순이다. 즉, {\displaystyle X}에서 모든 수렴 점렬은 결국 상수 점렬이다. 만약 {\displaystyle X}가 극단 분리 하우스도르프 공간이자 제1 가산 공간이라면, 임의의 부분 집합 {\displaystyle S\subseteq X}은 점렬 극한에 대하여 닫혀 있으므로, 닫힌집합이다. 즉, {\displaystyle X}는 이산 공간이다.
{\displaystyle X}가 극단 분리 공간이자 정칙 공간이며, {\displaystyle F\subseteq X}가 닫힌집합이며, {\displaystyle x\in X\setminus F}라고 하자. 정칙 공간 조건에 따라, {\displaystyle \operatorname {cl} U\subseteq X\setminus F}인 열린 근방 {\displaystyle U\ni x}가 존재한다. {\displaystyle X}가 극단 분리 공간이므로, {\displaystyle \operatorname {cl} U}는 열린닫힌집합이다. 따라서, 함수
{\displaystyle f\colon X\to [0,1]}
{\displaystyle f|_{\operatorname {cl} U}=0}
{\displaystyle f|_{X\setminus \operatorname {cl} U}=1}
는 연속 함수이며, {\displaystyle x}와 {\displaystyle F}를 분리한다. 따라서 {\displaystyle X}는 완비 정칙 공간이다.
정규 하우스도르프 공간 {\displaystyle X}에 대하여, 다음 두 조건이 서로 동치이다.
- {\displaystyle \dim X=0}
- 임의의 서로소 닫힌집합 {\displaystyle E,F\subseteq X}에 대하여, {\displaystyle E\subseteq U\subseteq X\setminus F}인 열린닫힌집합 {\displaystyle U}가 존재한다.

{\displaystyle X}가 극단 분리 정규 하우스도르프 공간이며, {\displaystyle E,F\subseteq X}가 서로소 닫힌집합이라고 하자. 그렇다면, 우리손 보조정리에 따라
{\displaystyle E\subseteq f^{-1}(0)\subseteq X\setminus f^{-1}(1)\subseteq X\setminus F}
인 연속 함수 {\displaystyle f\colon X\to [0,1]}가 존재한다. 이 경우
{\displaystyle U=\operatorname {cl} f^{-1}([0,1/2))}
은 열린닫힌집합이며,
{\displaystyle E\subseteq f^{-1}(0)\subseteq U\subseteq f^{-1}([0,1/2])\subseteq X\setminus f^{-1}(1)\subseteq X\setminus F}
을 만족시킨다.

### 연산에 대한 닫힘
극단 분리 공간의 열린집합은 극단 분리 공간이다. 극단 분리 공간의 조밀 집합은 극단 분리 공간이다. 극단 분리 공간의 닫힌집합은 극단 분리 공간일 필요가 없다. 극단 분리 티호노프 공간 {\displaystyle X}의 스톤-체흐 콤팩트화 {\displaystyle \beta X}는 극단 분리 공간이다.:328, Theorem 6.2.27 특히, 이산 공간의 스톤-체흐 콤팩트화는 극단 분리 공간이다. 극단 분리 공간들의 곱공간은 극단 분리 공간일 필요가 없다.

### 범주론적 성질
콤팩트 하우스도르프 공간 {\displaystyle X}에 대하여, 다음 세 조건이 동치이다.
- 극단 분리 공간이다.
- 콤팩트 하우스도르프 공간와 연속 함수의 범주 {\displaystyle \operatorname {CompHaus} }에서의 사영 대상이다.[3]:484, Theorem 2.5
- 완비 불 대수의 스톤 공간 표현과 위상 동형이다.[3]:485

국소 콤팩트 하우스도르프 공간 {\displaystyle X}에 대하여, 다음 두 조건이 서로 동치이다.:488, Theorem 4.2
- 극단 분리 공간이다.
- 국소 콤팩트 하우스도르프 공간과 고유 함수의 범주에서의 사영 대상이다.

## 예
유리수의 공간 {\displaystyle \mathbb {Q} }는 완전 분리 공간이며, 르베그 덮개 차원이 0이지만, 극단 분리 공간이 아니다. 예를 들어, {\displaystyle (0,1)\cap \mathbb {Q} }는 열린집합이지만, 그 폐포 {\displaystyle [0,1]\cap \mathbb {Q} }는 열린집합이 아니다.

## 같이 보기
- 완전 분리 공간

## 참고 문헌
1. ↑  Willard, Stephen (1970). 《General topology》. Addison-Wesley Series in Mathematics (영어). Reading, Massachusetts, Menlo Park, California, London, Don Mills, Ontario: Addison-Wesley Publishing Company. MR 0264581. Zbl 0205.26601.
2. 1 2  Engelking, Ryszard (1989). 《General topology》. Sigma Series in Pure Mathematics (영어) 6 개정 완결판. Berlin: Heldermann Verlag. ISBN 3-88538-006-4. MR 1039321. Zbl 0684.54001.
3. 1 2 3  Gleason, Andrew M. (1958). “Projective topological spaces”. 《Illinois Journal of Mathematics》 (영어) 2: 482–489. doi:10.1215/ijm/1255454110. ISSN 0019-2082. MR 0121775. Zbl 0083.17401.